# Telmatoscopus fuscipennis
Telmatoscopus fuscipennis är en tvåvingeart som beskrevs av Tonnoir 1920. Telmatoscopus fuscipennis ingår i släktet Telmatoscopus och familjen fjärilsmyggor.
Artens utbredningsområde är Sierra Leone. Inga underarter finns listade i Catalogue of Life.